# 이보 그르비치
이보 그르비치(크로아티아어: Ivo Grbić, 1996년 1월 18일~)는 크로아티아의 축구 선수이다. 포지션은 골키퍼이며, 현재 튀르키예 쉬페르리그의 파티흐 카라귐뤼크에서 활약하고 있다.